# Pièce de 1 centime épi
La pièce de 1 centime épi est une ancienne pièce de monnaie divisionnaire française en franc en acier inoxydable. Elle détient, avec la 1 franc Semeuse, le record de longévité pour une pièce française : dernière survivance de l'ancien franc, elle fut frappée de 1960 (essais) à 2001 (veille de l'introduction de l'euro). Cette pièce vit peu à peu son utilisation diminuer, pour finalement devenir anecdotique, à mesure que l'inflation en érodait sa valeur. À partir de 1980, si le 1 franc Semeuse connut encore quelques années éparses de production massive (pour compenser les pertes et la thésaurisation), la pièce de 1 centime épi ne fut plus produite que pour les collectionneurs.
Avec le même motif, il a existé des pièces courantes de 5 centimes épi et des essais de pièces de 2 centimes épi qui ne donnèrent pas lieu à une émission courante.

## Frappes courantes
| Millésime | Tirage     | Remarques |
| --------- | ---------- | --- |
| 1959      | ???        | prototype bronze                                                                                                |
| 1960      | ???        | prototype 16 mm alu et préséries 14,5 mm et 15 mm                                                               |
| 1961      | 104        | piéfort (indiqué par erreur comme présérie dans le Gadoury)                                                     |
| 1961      | 3 500      | essai |
| 1962      | 34 200 000 | |
| 1963      | 16 811 000 | |
| 1964      | 22 654 000 | |
| 1965      | 47 799 000 | |
| 1966      | 19 688 088 | |
| 1967      | 52 307 912 | |
| 1968      | 40 890 000 | |
| 1969      | 35 430 000 | variété avec la barre du 9 plus longue                                                                          |
| 1970      | 29 600 000 | |
| 1971      | 3 070 000  | |
| 1972      | 1 000 000  | |
| 1973      | 1 727 000  | |
| 1974      | 7 850 000  | Jusque cette année le différent de droite était une chouette.                                                   |
| 1975      | 720 000    | À partir de cette année le différent de droite devient un dauphin.                                              |
| 1976      | 4 450 000  | |
| 1977      | 6 400 000  | |
| 1978      | 1 213 989  | |
| 1979      | 2 172 011  | |
| 1980      | 60 000     | uniquement Fleur de coin                                                                                        |
| 1981      | 24 000     | |
| 1982      | 41 400     | |
| 1983      | 84 400     | |
| 1984      | 37 000     | |
| 1985      | 8 000      | |
| 1986      | 15 000     | uniquement Fleur de coin                                                                                        |
| 1987      | 81 000     | |
| 1988      | 85 000     | |
| 1989      | 83 000     | |
| 1990      | 5 000      | |
| 1991      | 2 500      | |
| 1992      | 65 000     | |
| 1993      | 20 000     | |
| 1995      | 25 011     | À partir de cette année, le différent de droite est une abeille et remplace le dauphin.                         |
| 1996      | 17 013     | |
| 1997      | 15 000     | Uniquement frappe BU                                                                                            |
| 1998      | 25 000     | Uniquement frappe BU                                                                                            |
| 1999      | 25 000     | Uniquement frappe BU                                                                                            |
| 2000      | 50 000     | Uniquement frappe BU                                                                                            |
| 2001      | 125 000    | Uniquement frappe BU. À partir de cette date, le différent de droite est un fer à cheval et remplace l'abeille. |

## Frappes commémoratives
Pas de frappe commémorative.

## Sources
- (en) Joël Cornu (dir.), Le Franc, Paris, Les Chevau-Légers, 2016, 563 p. (ISBN 978-2-916996-73-8)
- René Houyez, Valeur des monnaies de France, Garcen, 1998, 347 p. (ISBN 978-2-902497-43-0)